# Frits Clausen
Frits Clausen   (Aabenraa, 12 de novembre de 1893 - Vestre Prison, 5 de desembre de 1947) fou un metge rural i polític danès que va esdevenir líder del partit nazi a Dinamarca.

## Biografia
Va néixer en 1893 en Aabenraa, una ciutat situada en Nordschleswig, quan aquesta última regió formava part de l'Imperi Alemany. L'any 1931 es va unir al nou partit nazi danès (DNSAP) i a l'any 1933 va esdevenir el seu lieder.[6][5] Com a nacionalista danès, abans de l'ocupació de Dinamarca per l'Alemanya nazi, a la qual va secundar, s'havia oposat a les reclamacions de la minoria alemanya del Nord de Schleswig de modificar la frontera entre Alemanya i Dinamarca fixada en 1920, malgrat la seva fascinació per Adolf Hitler. Va morir el 5 de desembre de 1947 d'un atac al cor.
Com a líder del DNSAP no va aconseguir tenir un gran èxit electoral: a les eleccions parlamentàries de 1943 (que es varen portar a terme sota l'ocupació nazi del país) el seu partit va obtenir un màxim del 2,1 % de vots.